# 토비 프록터

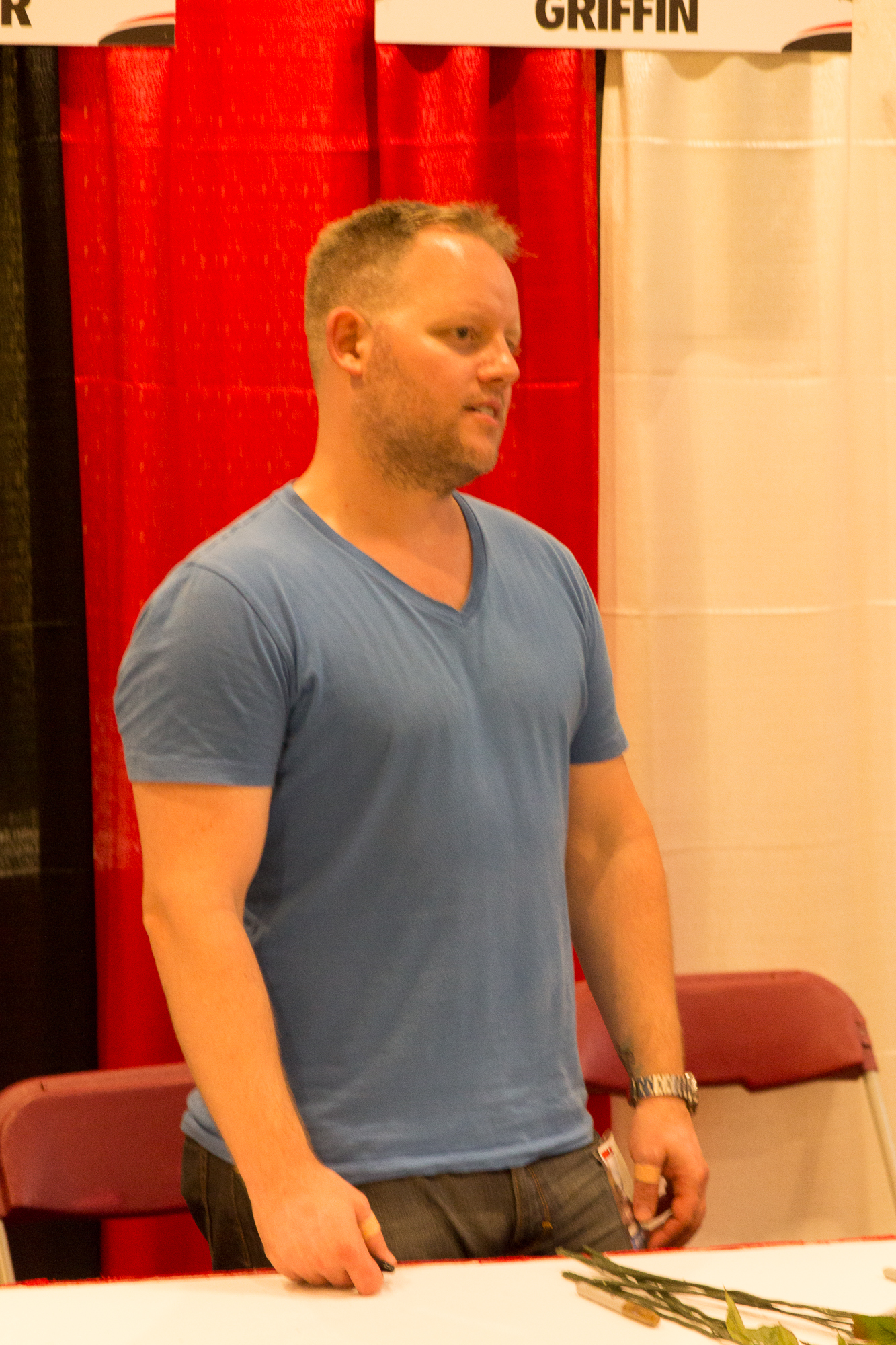

토비 프록터(Toby Proctor)는 캐나다의 성우, 배우이다.
캐나다에서 태어났다.

## 출연 작품
- 차일드스타 (2004년)
- 스컬스 3 (2004,The Skulls III)
- 샤도우 빌더 (1998년)

### 텔레비전
- 애니멀 레이더스 (1999, Animorphs)